# Organometallics
Organometallics è una rivista accademica che si occupa di chimica metallorganica.
Nel 2014 il fattore di impatto della rivista era di 4,126.